# Дарищинка
Дарищинка, Дорищинка — исчезнувшая деревня Торопецкого района Тверской области. Располагалась на территории Понизовского сельского поселения.

## География
Деревня была расположена к югу от современной деревни Мартисово, в 15 километрах по прямой к северо-востоку от районного центра, города Торопец. Ближайшими населёнными пунктами являлись деревни Сушино и Левошково.

## История
На топографической карте Фёдора Шуберта, изданной в 1871 году деревня обозначена под названием Дорищинка с двумя дворами.
В списке населённых мест Псковской губернии за 1885 год значится деревня Дорищинка (№ 12171). Располагалась при Каменном ручье в 14 верстах от уездного города. Входила в состав Туровской волости Торопецкого уезда. Имела 15 дворов и 82 жителя.
На карте РККА 1923—1941 годов обозначена деревня Дарищенка. Имела 20 дворов. 